# Син тесляра
«Син тесляра» (англ. The Carpenter's Son) — майбутній французько-американський фільм жахів, написаний і знятий Лотфі Нейтаном, у головних ролях — Ніколас Кейдж, FKA Twigs, Ноа Джуп та Сухайла Якуб.

## Акторський склад
| Актор         | Роль    |
| ------------- | ------- |
| Ніколас Кейдж | тесляр  |
| FKA Twigs     | матір   |
| Ноа Джуп      | хлопчик |
| Сухайла Якуб  |         |

## Виробництво
У травні 2024 року було оголошено, що у фільмі знімуться Ніколас Кейдж, FKA Twigs, Ноа Джуп та Сухайла Якуб.
Зйомки розпочалися в Мегарі у вересні 2024 року. Повідомлялося, що під час зйомок на Кейджа напав рій бджіл в одній з печер, призначених для зйомок.